# Thomas Snekker
Thomas Christoffersen mieux connu sous le nom Thomas Snekker était un menuisier qui fut central dans le mouvement de la Renaissance à Stavanger. Il mourut vers 1640. 
Il devint citoyen de Stavanger vers 1602. Il a travaillé longtemps dans tout le Sør-Vestlandet. Thomas Snekker était un élève de l'artiste Gottfried Hendtzschel. Thomas et son frère Lauritz choisirent le nom de Snekker en raison de son métier : snekker signifiant menuisier en norvégien. Ils créèrent plusieurs retables et meubles d'églises. Selon Robert Kloster, il a créé la plupart des plus anciens retables et chaires  du Rogaland. Parmi ses travaux connus on peut citer les retables de la stavkirke de Røldal et de l'église de Vikedal à Ryfylke.